# Музей мистецтва Гібел
Музей мистецтва Гібел був художнім музеєм у містечку Флоридського атлантичного університету у Джупітері, штат Флорида, присвячений картинам, літографам та іншим художнім творам художниці Едни Гібел (1917-2014).  У музеї відбулися місцеві та пересувні виставки, громадські заходи та освітні програми, а також була персональною бібліотекою мистецтв Едни Гібел.
Музей відкрився в 1977 році в Палм-Біч, штат Флорида, на ньому представлені колекції творів Етелбел і Клейтон Б. Крейга від художниці Хібел. Крейг почали збирати твори художника в 1961 році, коли зустрів Хібел у її галереї у Рокпорті, штат Массачусетс. Вони заснували музей з метою збереження творів Хібел у єдиному закладі на благо студентів, науковців та шанувальників. Колекція зростала за рахунок пожертвування азійських тарілок від родини Колдуеллів та додаткових пожертв творами Едни Хібел та інших художніх робіт, ляльок та скульптур. Музей був тимчасово переселений у Лейк-Ворт, штат Флорида у 1999 році, а потім у 2002 році переїхав у своє остаточне місце розташування у містечко Флоридського Атлантичного університету. Музей спроектували Кха Ле-Хуу та Партнери. Будівництво будівлі розпочалося в 2001 році.
Музей закрився у 2015 році на початку суперечки між мистецьким фондом Едни Гібел та Флоридським атлантичним університетом. Судова тяганина між фондом Едни Хібел й Флоридським атлантичним університетом тривала до 2018 року в результаті будівля була залишена за університетом й були продані декілька творів Гібел, щоб покрити 42 тисячі доларів судових витрат університету.
Колекція музею розпорошили до інших музеїв, як Музею мистецтва Райт у Белойт-коледжі.